# 옥류동천
옥류동천(玉流洞川)은 인왕산 동쪽에서 발원하여 백운동천으로 합류하는 하천으로, 현재는 대부분이 복개되었다. 준천사실에는 옥류동하류(玉流洞下流)로, 동국여지비고에는 옥류동수(玉流洞水)로 되어 있고, 한경지략에는 누락되어 있다.
이 하천은 수성동 계곡에서부터 내려오는 인왕동(仁王洞)의 본류, 옥인동 171-1번지 앞에서 본류로 합류하는 지류 누각동천, 누하동 77-15번지 앞에서 본류로 합류하는 옥류동(玉流洞)의 물이 합쳐져, 현재의 우리은행 효자동지점 남쪽에서 백운동천과 합하였다. 조선 시대에는 옥류동천의 본류 일대를 인왕동(仁王洞), 현 옥인동 47번지 일대를 옥류동(玉流洞)이라 하였으며, 이 둘을 합하면서 옥인동이라는 지명이 생겼다. 반원형으로 형성된 필운대로6길은 옥류동천이 한 해에 가장 높이 범람했을 때의 높이를 따라 생긴 골목이다.
수성동 계곡으로 불리는 옥류동천 본류의 상류부는 조선 시대에 명승지로 유명하였으며, 겸재 정선의 《장동팔경첩》(壯洞八景帖) 중 〈수성동〉(水聲洞)에 등장하기도 하였다. 또 옥류동 계곡으로 불리는 지류 일대에는 우암 송시열의 글씨로 전해지는 ‘玉流洞’(옥류동)이 새겨진 바위가 있었으며, 1950년대 이후 사라졌다가 2019년에 재발견되었다. 그 일대에서 조선 중기에 중인들이 모여 결성한 시사의 이름도 옥류동천의 이름을 따 옥계시사(玉溪詩社)라 하였다.

## 연혁
- 1925년: 옥류동천의 일부 구간을 복개하는 제2기 하수도개수계획이 수립됨.[6]

## 수성동 계곡
수성동 계곡은 옥류동천 상류의 계곡부를 의미한다.

## 과거의 다리
조선 시대의 옥류동천의 다리 목록이다.
- 기린교(麒麟橋) : 수성동 계곡에 있는 통돌로 된 다리로, 길이가 3.8 m에 폭이 0.9 m이다.
- 운교(雲橋) : 누각동천의 합류부와 옥류동 물길의 합류부 사이 지점에 있었으며, 도성도(都城圖)에 이름이 기록되어 있다.
- 석교(石橋) : 옥인동 47-144번지 앞에 있었던 것으로 추정된다. 벽수산장으로 들어가던 옥류동 쪽 물길을 건너던 다리로, 오홍교(五虹橋)라고도 하였는데, 그 난간석의 일부 부재가 옥인동 56번지 안에 남아 있다.[7]